# Triókhretxie (Kémerovo)
|  | Per a altres significats, vegeu «Triókhretxie». |

Triókhretxie (en rus: Трёхречье) és un poble (un possiólok) de l'óblast de Kémerovo, a Rússia, que en el cens del 2010 tenia 115 habitants, pertany al districte de Mejdurétxensk.